# Phaeosphaeria salebricola
Phaeosphaeria salebricola är en svampart som först beskrevs av E. Bommer, M. Rousseau & Sacc., och fick sitt nu gällande namn av Leuchtm. 1984. Phaeosphaeria salebricola ingår i släktet Phaeosphaeria och familjen Phaeosphaeriaceae.   Inga underarter finns listade i Catalogue of Life.